# Verdauungsleukozytose
Mit dem Begriff Verdauungsleukozytose (engl. digestive leucocytosis oder post-prandial leucocytosis) wird eine vorübergehende Zunahme der weißen Blutkörperchen (Leukozyten) nach der Nahrungsaufnahme bezeichnet. Es handelt sich dabei um einen physiologischen Vorgang.
In alternativmedizinischen Kreisen wird diese Zunahme der weißen Blutkörperchen als Reaktion auf ungeeignete (zu lange gekochte, industriell hergestellte usw.) Nahrung angesehen. Es handle sich um eine entzündliche Reaktion, die bei der Ernährung von pflanzlicher Rohkost ausbleibe. Diese Idee beruht auf einem Vortrag des Schweizer Arztes Paul Kouchakoff auf dem Pariser Kongress für Mikrobiologie 1930 (The Influence of Cooking Food on the Blood Formula of Man). Damalige zeitgenössische medizinische Untersuchungen fanden das Phänomen nicht wieder; man sah allenfalls zufällige kurzfristige Schwankungen der Leukozytenzahl.
Moderne Studien bestätigen einen vorübergehenden Anstieg der Leukozyten um 50–140 %, vor allem durch Mobilisation von neutrophilen Granulozyten aus dem Knochenmark. Dabei ist noch offen, ob es sich um eine Immunantwort auf die in der Nahrung enthaltenen Fremdeiweiße handelt, oder um eine physiologische Reaktion auf einen hohen Fettgehalt der Mahlzeit. Es gibt allerdings keine wissenschaftlichen Daten, die den 1930 postulierten Zusammenhang mit gekochter/„denaturierter“ Nahrung stützen.
Ähnliche Veränderungen im Blutbild gesunder Versuchspersonen gibt es auch nach körperlicher Anstrengung und durch Zigarettenrauchen. Bei Kranken ist die Leukozytose in der Regel Anzeichen einer Entzündung oder einer Erkrankung des blutbildenden Systems.